# چکاوک نوک‌دراز دماغه
چکاوک نوک‌دراز دماغه (نام علمی: Certhilauda curvirostris) نام یک گونه از سرده چکاوک‌های نوک‌دراز است.